# Looking Glass Studios
Looking Glass Studios va ser una empresa desenvolupadora de videojocs durant la dècada dels anys 1990. L'empresa va ser formada com a Looking Glass Technologies, quan Blue Sky Productions i Lerner Research es van fusionar.

## Llista de títols
- F-22 Interceptor per la Sega Genesis (1991)
- Ultima Underworld: The Stygian Abyss (1992)
- Car and Driver (1992)
- John Madden Football '93 per la Sega Genesis (1992)
- Ultima Underworld II: Labyrinth of Worlds (1993)
- System Shock (1994)
- Flight Unlimited (1995)
- Terra Nova: Strike Force Centauri (1996)
- British Open Championship Golf (1997)
- Flight Unlimited II (1997)
- Thief: The Dark Project (1998)
- Thief Gold (1999)
- Command and Conquer for the Nintendo 64 (1999)
- System Shock 2 (1999) (amb Irrational Games)
- Flight Unlimited III (1999)
- Destruction Derby 64 for the Nintendo 64 (1999)
- Thief II: The Metal Age (2000)
- Flight Combat: Thunder Over Europe (en el desenvolupament quan l'empresa va tancar)